# Reinhard von Helmstatt

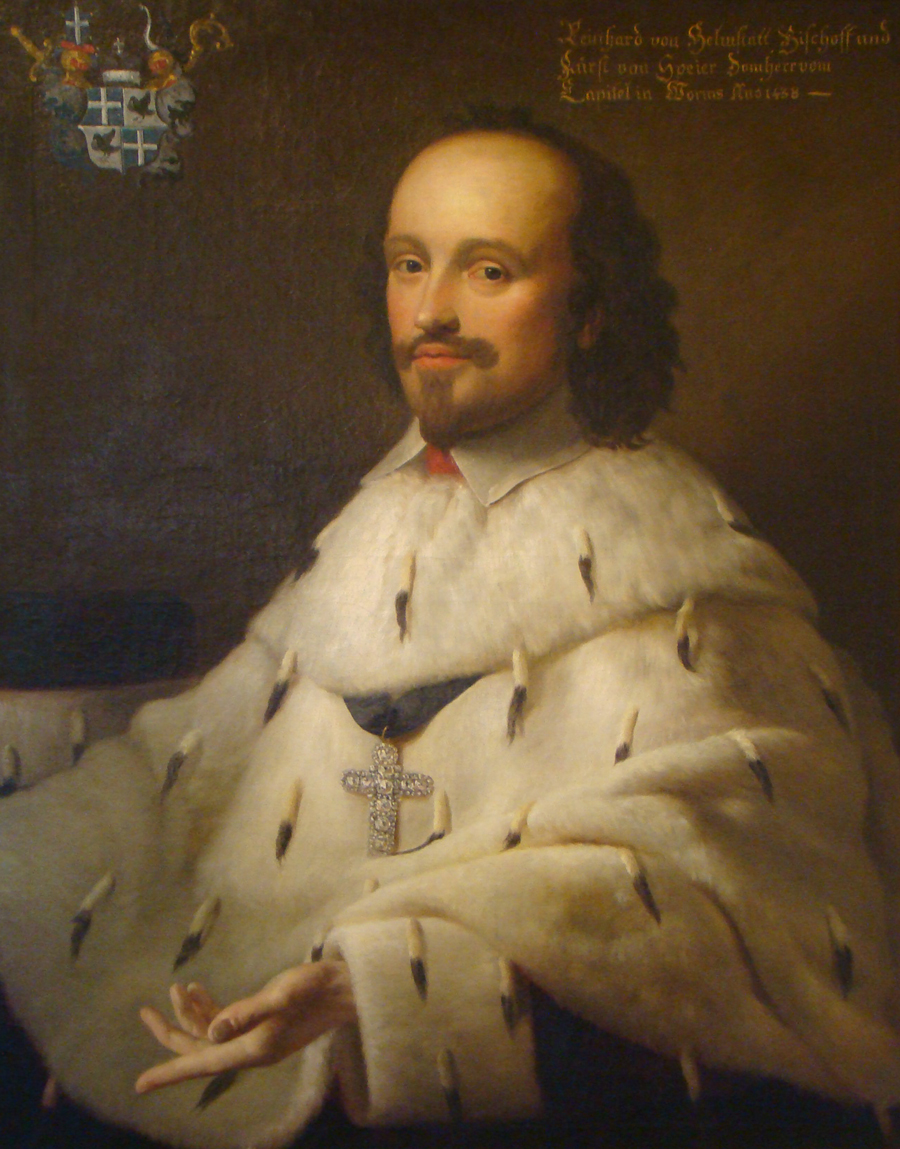
Reinhard von Helmstatt, wie ihn ein im Museum Neckarbischofsheim verwahrtes Gemälde des 19. Jahrhunderts zeigt

Reinhard von Helmstatt (* 1400; † 1456) war 62. Bischof von Speyer von 1438 bis 1456.

## Leben
Als Nachfolger von Raban von Helmstatt im Speyerer Bischofsamt hatte die Familie von Helmstatt Reinhard, Sohn von Amtmann Hans I. von Helmstatt (1366–1422) und Guta Knebel von Katzenelnbogen (* 1371), auserkoren, den Großneffen Bischof Rabans. Um Bischof werden zu können, musste Reinhard zunächst das Speyerer Dompropstamt übernehmen, das jedoch mit seinem Bruder Heinrich von Helmstatt besetzt war. Dieser wurde ab 1424 genötigt, das Amt aufzugeben. Nach einem schriftlichen Urfehdeschwur wurde Heinrich durch Hans II. von Helmstatt, einem weiteren Bruder und damaligem Amtmann zu Lauterburg, verhaftet und bis 1436 festgesetzt.
Reinhard legte 1447 den Grundstein für die Liebfrauenkirche in Bruchsal.
Der Speyerer Bischof Ludwig von Helmstatt († 1504) und der Speyerer Bischofselekt bzw. Dompropst Ulrich von Helmstatt († 1488) waren seine Neffen.
1444 berief er den Karmeliterprior Petrus Spitznagel zu seinem Weihbischof; er verblieb über 20 Jahre im Amt.

## Wappen
Das fürstbischöfliche Wappen ist üblicherweise geviert. Die Felder des Wappenschildes führen im Wechsel das Familienwappen der Helmstatt, ein Rabe auf Silber und das Wappen des Bistums Speyer, ein silbernes Kreuz auf blauem Grund.